# Адольф (граф Ольденбурга)
Адольф (нем. Adolf (Alf) von Oldenburg; род. до 1463 — 17 февраля 1500) — граф Ольденбурга с 1482 года. 
Старший из выживших сыновей графа Герхарда Сварливого, который потерпел поражение в войне с фризами и епископством Мюнстер и в 1482 году был вынужден отречься от престола.
Адольф наследовал отцу и управлял графством совместно с Иоганном V — своим младшим братом.
Он возобновил войну с фризами, в ноябре 1483 года попал в плен и был освобожден только в октябре 1486 года за выкуп в 3500 флоринов.
Когда Адольф находился в неволе, Ольденбургом единолично правил Иоганн V, проявивший себя компетентным руководителем. Он сохранил всю полноту власти и после освобождения старшего брата из плена.
Адольф же посвятил себя боевым занятиям. Вместе с Оттоном (другим своим братом) он участвовал в войне, которую вел с фризами герцог Магнус I Саксен-Лауэнбургский.
В начале 1500 года Адольф и Оттон поступили на службу к датскому королю Иоганну — своему родственнику, воевавшему с жителями Дитмаршена. Оба брата погибли в битве при Хеммингштедте, закончившейся поражением датчан.